# کسبرگ (دهانه)

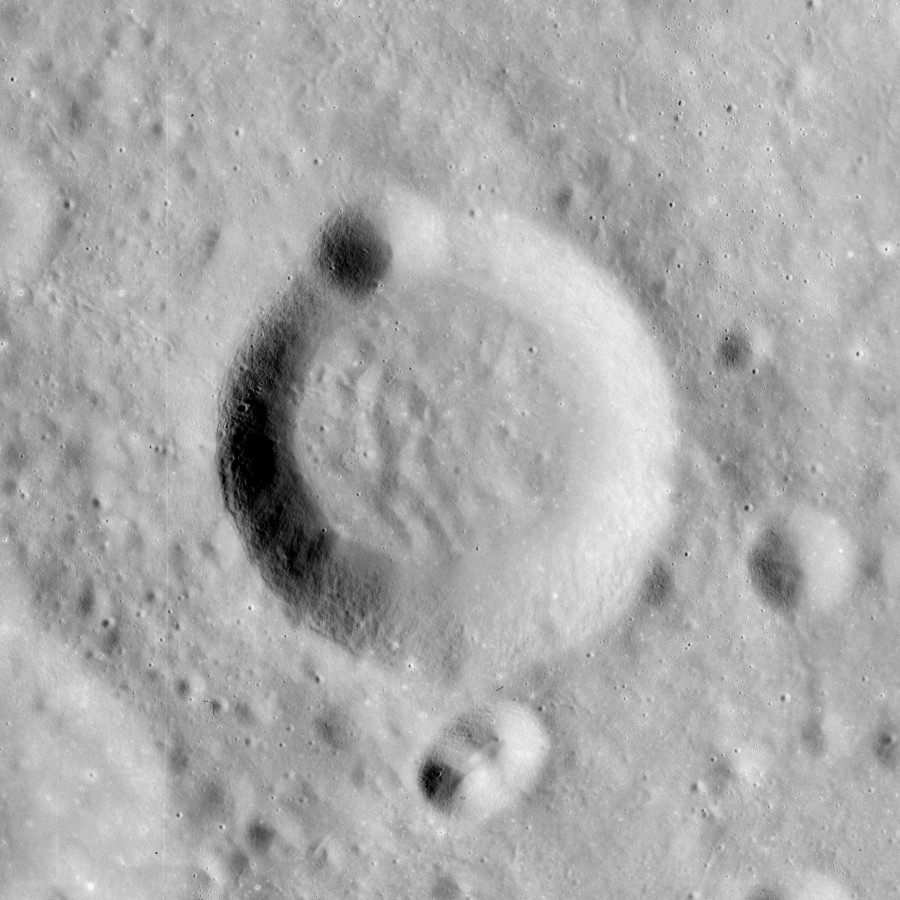
تصویری از دهانه کسبرگ

کسبرگ یک دهانه برخوردی در ماه‌ است.